# 樫之木小香
樫之木小香（1979年3月2日—），女性，日本漫畫家。雙魚座，血型O型。日本愛媛縣出身。興趣：購物、兜風、玩RPG跟戰略型遊戲。特技：弄成跟愛犬一樣的散亂頭髮。最喜歡的一句話：做人就是再痛苦也要堅持下去！
和同是『りぼん』連載漫畫家的園田小波、槙陽子關係要好。
還在投稿者時代時，筆名都是用『ちゃん』，直到初次亮相時，才改名為現在的名稱。

## 經歷
- 於1999年，在集英社的『りぼんオリジナル』6月號上連載「花だん・いちめん・こいごころ」初次亮相。
- 於2008年8月17日來台灣的漫畫博覽會舉辦簽名會。

## 作品

### 大然出版
(大然的作者譯名為樫木)
- （親愛的阿娜答）（全一集）

### 尖端出版
- （HONEY蹺美眉）（全一集）
- （前進保育園）（單行本共四集）
- （株式會社LoveCotton）（單行本共六集）
- （愛哭鬼武勇傳）（收錄在株式會社LoveCotton第一集）